# مشهد من نشطاء الجريمة (مسلسل)
مشهد من نشطاء الجريمة هو مسلسل تم إنتاجه في الفلبين. بدأ عرضه في سنة 2005. بلغ عدد حلقاته 475 (as of April 25, 2015) حلقة، وتبلغ مدة الحلقة الواحدة 45 دقيقة. تم بث المسلسل لأول مرة بتاريخ نوفمبر 16, 2005.

## روابط خارجية
- مشهد من نشطاء الجريمة على موقع IMDb (الإنجليزية)
- مشهد من نشطاء الجريمة على موقع قاعدة بيانات الفيلم (الإنجليزية)